# Martín Palermo
Martín Palermo (La Plata, 1973. november 7. –), argentin válogatott labdarúgó, 2019 óta a mexikói CF Pachuca csapatának vezetőedzője.
Korábban szerepelt már a Villarreal, a Real Betis és az Alavés csapatában is.

## Pályafutása

### Szülőhazájában
Palermo az Estudiantesben kezdte meg pályafutását, ahol 5 évig futballozott, majd leigazolta a Boca Juniors. A Boca Juniorsban lett hatékony támadó, ahol 3 évig játszott. 1999-ben a Lazio, Real Betis és a Milan is figyelte de nem igazolta le egyik csapat sem.

### Spanyolországban
2001. január 19-én Palermót a spanyol Villarreal szerződtette 7,6 millió euróért. Új csapatában nem tudott annyira eredményes lenni mint szülőhazájában ezt látni lehetett teljesítmény is, 70 meccsen csak 18 gólt szerzett.
2003. augusztus 20-án felbontotta szerződését a csapattal és a következő napon 2003. augusztus 21-én aláírt a Betishez. Itt sem ment neki a játék 13 meccsen összesen csak egy gólt tudott összehozni.
2004 márciusában felbontották a szerződést a klubbal. A szezon hátralévő részében az Alavésben futballozott a másodosztályban, ahol 14 meccsen 3 gólt szorgoskodott össze.

### Vissza a Boca Juniorsba
2004. július 13-án, 3 és fél év spanyol légióskodás után, Palermo visszatért a Boca Juniorshoz.
Saját mérföldköveit emlékezetes találatokkal ünnepelte, így a Boca színeiben elért 200-dik gólját, melyet a venezuelai Deportivo Táchira elleni 2009–es Copa Libertadores mérkőzésen ollózott, és a ligában elért 200-dik találatát, ahol a Vélez Sarsfield kapuját vette be 40 méteres fejes góljával.
Szintén felejthetetlen azonban a Racing Club ellen kihagyott óriási helyzete.

### Edzőként
2019-ben a mexikói CF Pachuca edzője lett.

## Statisztikája

### Nemzetközi statisztikája
| Nemzeti csapat | Év | Nemzetközi versenyek | Nemzetközi versenyek | Barátságos | Barátságos | Összesen | Összesen | Gól/meccs |
| Nemzeti csapat | Év | Meccs                | Gól                  | Meccs      | Gól        | Meccs    | Gól      | Gól/meccs |
| -------------- | -- | -------------------- | -------------------- | ---------- | ---------- | -------- | -------- | --------- |
| Argentína      |    |                      |                      |            |            |          |          |           |
| 1999           | 4  | 3                    | 3                    | 0          | 7          | 3        | 0.43     |           |
| 2009           | 2  | 1                    | 1                    | 2          | 3          | 3        | 1        |           |
| 2010           | 1  | 1                    | 4                    | 2          | 5          | 3        | 0.60     |           |
| Total          | 7  | 5                    | 8                    | 4          | 15         | 9        | 0.60     |           |

#### Válogatott góljai
| #  | Dátum                | Helyszín                 | Ellenfél    | Eredmény | Rendezvény                       |
| -- | -------------------- | ------------------------ | ----------- | -------- | -------------------------------- |
| 1. | 1999. július 1.      | Luque, Paraguay          | Ecuador     | 3–1      | 1999-es Copa América             |
| 2. | 1999. július 1.      | Luque, Paraguay          | Ecuador     | 3–1      | 1999-es Copa América             |
| 3. | 1999. július 7.      | Luque, Paraguay          | Uruguay     | 2–0      | 1999-es Copa América             |
| 4. | 2009. szeptember 30. | Córdoba, Argentína       | Ghána       | 2–0      | Barátságos                       |
| 5. | 2009. szeptember 30. | Córdoba, Argentína       | Ghána       | 2–0      | Barátságos                       |
| 6. | 2009. október 10.    | Buenos Aires, Argentína  | Peru        | 2–1      | 2010-es világbajnoki-selejtező   |
| 7. | 2010. február 10.    | Mar del Plata, Argentína | Jamaica     | 2–1      | Barátságos                       |
| 8. | 2010. május 5.       | Cutral Co, Argentína     | Haiti       | 4–0      | Barátságos                       |
| 9. | 2010. június 22.     | Polokwane, Dél-Afrika    | Görögország | 2–0      | 2010-es labdarúgó-világbajnokság |